# Lucien Fourneau
Lucien Louis Fourneau (1867-1930) est un militaire, explorateur et administrateur colonial puis Gouverneur des colonies français, Lieutenant-général du Moyen-Congo, puis Commissaire de la République au Cameroun.

## Biographie
Né à Saint-Cyr-l'École (Seine-et-Oise) le 16 février 1867, il poursuit ses études au prytanée militaire de la Flèche, puis à l'école d'artillerie de terre de Versailles.
En 1898, il est engagé sous les ordres de son frère Alfred-Louis Fourneau dans la mission Sanga au Congo.
Le 18 septembre 1902, il entre au 11e régiment d'infanterie coloniale, et est chargé du ravitaillement des postes du Soudan français par la voie du Bas-Niger.
Il repart au Congo avec le grade de Capitaine en 1905, pour diriger la mission d'étude du tracé d'une voie ferrée entre Ogooué et haute Likouala-Mossaka.
En septembre 1916, il est nommé Commissaire de la République au Cameroun, nommé gouverneur de 1re classe à son retour en métropole, il prend sa retraite le 9 décembre 1919.

## Hommages
- Une avenue de Brazzaville, capitale de la République du Congo, porte son nom.
- Un minéral, la fornacite, découvert dans la mine de Renéville, près de Brazzaville a été nommé en son honneur.

## Distinctions
- Commandeur de la Légion d'honneur en 1914[2], Officier 1905, Chevalier 1900.
- Médaille coloniale avec agrafes Congo et Afrique occidentale française
- Commandeur de l'Ordre de Léopold II (Royaume de Belgique)
- Commandeur de l'Ordre de l'Étoile noire (Dahomey)[3]